# Chelsea Georgeson
Chelsea Georgeson (Chelsea Hedges de son nom marital) est une surfeuse professionnelle australienne née le 15 octobre 1983 à Sydney, Australie.

## Biographie
Elle débute dans le championnat du monde de surf en 2002 et devient championne du monde en 2005. Fin 2007 elle se classe 7e de l'ASP World Tour, mais se retire pour cause de maternité. Elle revient à la compétition via les trial du Beachley Classic en octobre 2008, 4 mois après la naissance de sa fille Mieka.
L'ASP (appliquant le règlement) la re-sélectionne en 11e position pour le WCT 2009 (de ce fait Laurina Mc Grath devient remplaçante).

## Carrière
- 2006 Rip Curl Pro Mademoiselle
- 2005 Billabong Pro, Tahiti
- 2005 Rip Curl Venus Festival, WCT
- 2005 Roxy Pro, Hawaii
- 2005 Billabong Pro, Maui
- 2004 Roxy Pro, Australia (WQS)
- 2004 Beach Games/US Open of Surfing, USA (WQS)
- 2004 Nokia Pro, France (WQS)
- 2004 Rip Curl Pro, France (WQS)
- 2004 Billabong Pro Maui, Hawaii
- 2003 Roxy Pro, Australia (WQS)
- 2003 US Open Of Surfing, USA (WQS)
- 2003 Roxy Pro, France